# Kenny Sansom
Kenneth Graham "Kenny" Sansom, född 26 september 1958 i London, är en engelsk fotbollsspelare. Hans spelstil kännetecknades av snabbhet och tacklingssäkerhet samt bra inlägg från kanten.
Han inledde sin karriär med att spela i Crystal Palaces ungdomslag och gjorde debut i klubbens A-lag som vänsterback 1974, vilket gjorde honom till klubbens näst yngste debutant genom tiderna. Från och med att han gjorde ligadebut 1976, missade han bara en av 156 ligamatcher. 1977 var han lagkapten och vann tillsammans med juniorlaget FA Youth Cup. Sansom var även lagkapten för det engelska juniorlandslaget.
Crystal Palace låg då i division tre, men laget klättrade i seriesystemet och var för några år i toppskiktet av division 1. I den högsta serien vann klubben inga titlar; sommaren 1980 värvades Sansom av  Arsenal för en miljon pund. Den engelska landslagsdebuten skedde mot Wales året innan, där resultatet blev 0-0. 
Samsoms nya klubb underpresterade i början och mitten av 1980-talet, därför uppmärksammades han mest för sina insatser i engelska landslaget. Han spelade de flesta landskamper under 1980-talet och var med i VM i Spanien 1982, där England åkte ut i andra gruppspelsfasen. Han var även med i VM i Mexiko 1986, och spelade då samtliga Englands matcher fram till dess att man blev utslaget av Argentina i kvartsfinalen.
Sansom missade bara en handfull matcher mellan 1980 och 1988. Han fick vila i några få träningsmatcher, då nya spelare testades, ifall Sansom skulle bli skadad eller tappa formen. 1987 började han få konkurrens om vänsterbacksplatsen då Stuart Pearce gjorde debut, men Sansom var fortfarande förstavalet under kvalmatcherna till EM i Västtyskland 1988.
1987 vann han för första gången en titel med Arsenal, då han som lagkapten ledde laget till seger över Liverpool i ligacupfinalen på Wembley Stadium. Följande säsong började Sansom komma i onåd med Arsenalmanagern George Graham, vilket gjorde att han förlorade lagkaptensbindeln till den då 21-årige Tony Adams. Sansom behöll dock platsen i laget, även om Graham precis hade köpt Nigel Winterburn, som var tänkt att ersätta Sansom på lång sikt. Detta år, 1988, nådde Arsenal återigen final i Ligacupen, där man dock förlorade mot Luton Town.
Sommaren 1988 var Sansom förstavalet som vänsterback i europamästerskapet, där England dock förlorade alla tre gruppspelsmatcher. I första matchen förlorade man med 1–0 mot Irland, som spelade sin första slutspelsmatch någonsin. Vid målet gjorde Sansom ett misstag då han sparkade bollen upp i luften, varpå John Aldridge kunde vinna en nickduell och Ray Houghton sedan kunde nicka bollen i mål förbi Peter Shilton. Sansom spelade i de två följande matcherna, men det stod nu klart att Pearce (som hade missat EM på grund av skada) var redo att ta över tröja nummer 3 i engelska landslaget. Englands sista match i EM, mot Sovjetunionen, blev Sansoms 86:e och sista. Han gjorde även ett mål i landslaget, i en VM-kvalmatch mot Finland 1984.
Sansom är den ytterback som har spelat flest landskamper för England (hans efterträdare Stuart Pearce slutade på 78 landskamper) och endast sex spelare har spelat fler landskamper för England: Peter Shilton, Bobby Moore, Bobby Charlton, Billy Wright, David Beckham och Bryan Robson.
Efter 394 matcher och sex mål på åtta säsonger i Arsenal, fortsatte Sansom sin karriär, först i Newcastle United, sedan i Queens Park Rangers, Coventry City, Everton, Brentford och Watford samt i amatörklubbar.
Efter spelarkarriären hamnade han i ekonomiska svårigheter med affärsproblem och spelberoende. Han har dock kommit tillbaka till fotbollen som spelare i ett old-boys-lag, och han förekommer även i media som fotbollsanalytiker, där han framförallt kommenterar Crystal Palace och Arsenal.